# Enicospilus pallidus
Enicospilus pallidus är en stekelart som först beskrevs av Taschenberg 1875.  Enicospilus pallidus ingår i släktet Enicospilus och familjen brokparasitsteklar. Inga underarter finns listade i Catalogue of Life.